# Gräberfeld von Skei

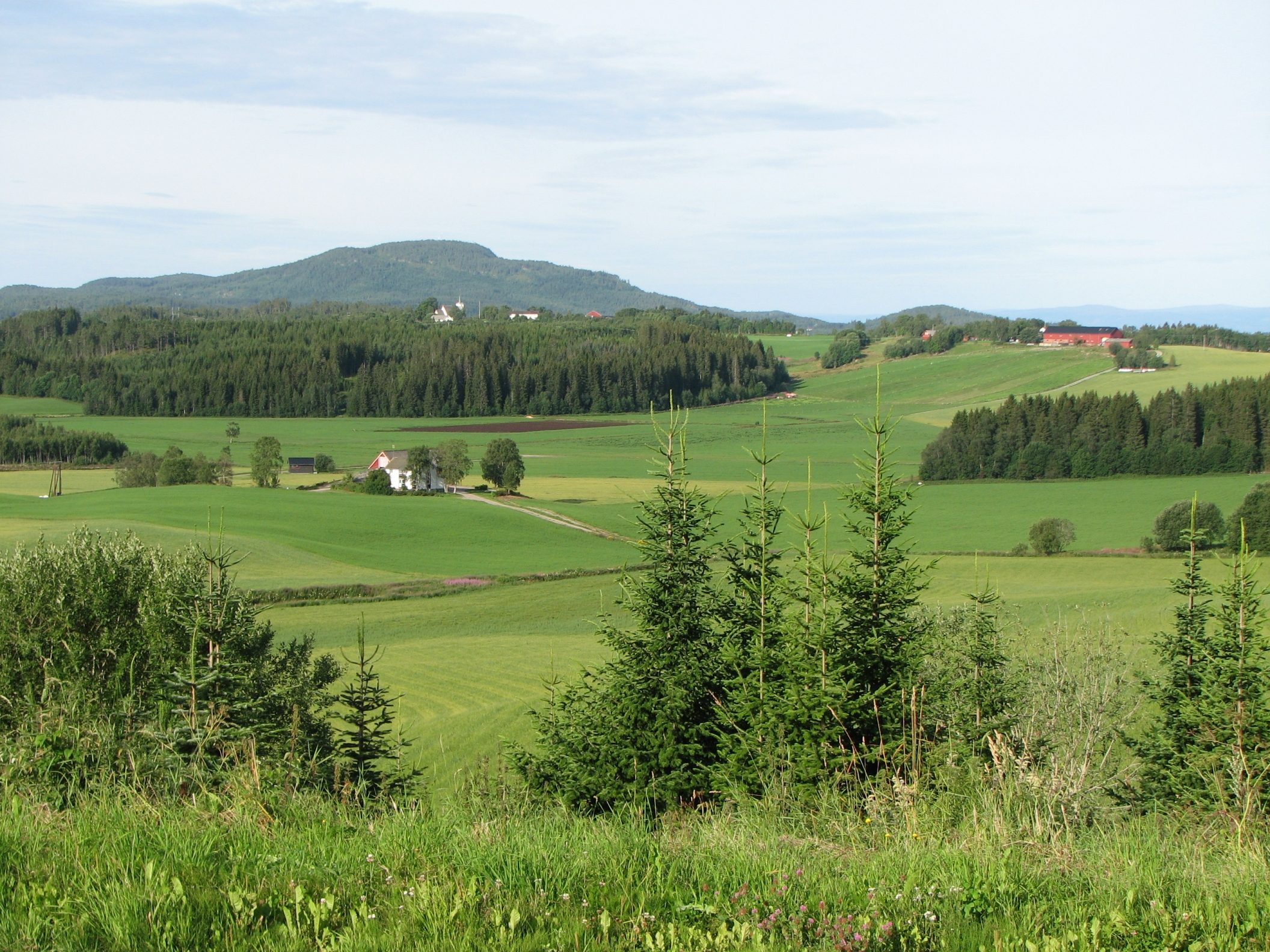
Skei

Das Gräberfeld von Skei liegt südlich von Steinkjer bei Trondheim im Fylke Nord-Trøndelag in Norwegen auf einem langgestreckten Grat, der von Nordosten nach Südwesten verläuft. 
Das riesige Gräberfeld aus der Eisenzeit ist eines der vollständigsten in Norwegen. Insgesamt handelt es sich um etwa 150 Monumente: Langhügel, Rundhügel, Treudds (norwegisch Treodde), eine runde Siedlung und drei Bautasteine.
In der Mitte befindet sich eine Ringtun (runde Siedlung) mit neun in zwei Halbkreisen angeordneten Fundamenten. Sie ist vom gleichen Typ wie die Tunanlegg von Åse, Mo, Værem und Vollmoen. Die Landstraße verläuft nordsüdlich durch die Siedlung mit je einem Halbkreis auf jeder Straßenseite. Fünf Fundamente liegen östlich und vier westlich der Straße. Die Fundamente sind 6,0 bis 7,0 Meter lang und 3,0 bis 4,0 Meter breit. Die Siedlung ist von mehreren Kochgruben umgeben.
Es ist schwierig, die Gräberfelder, die die Siedlung umgeben, voneinander zu trennen. Zwischen den trennbaren Teilen befinden sich unzählige kleinere und größere Grabhügel. Im Nordosten gibt es auf beiden Seiten der Straße etwa 30 Grabhügel, einige größere und viele kleinere Rundhügel, einige ovale und einige kleine Langhügel. Die Hügel variieren zwischen 4,0 und 15,0 Metern Durchmesser und 0,5 bis 3,0 Metern Höhe. Einige befinden sich in einem privaten Garten. Die Langhügel sind 6,0 bis 10,0 Meter lang und 0,5 bis 1,0 Meter hoch. 
In der Mitte befinden sich drei große Treudds (sternförmige Grabhügel). Ihre 0,3 bis 0,5 Meter hohen „Arme“ variieren in der Länge zwischen 15,0 und 20,0 Metern vom Mittelpunkt aus. Zwei befinden sich direkt neben der Landstraße.
Im Süden des Geländes befinden sich fünf große Grabhügel mit Durchmessern von 20 bis 25 Metern und Höhen von 2,0 bis 3,0 Metern. Es gibt auch mehrere kleine Grabhügel mit Durchmessern von 10,0 bis 15,0 Metern und Höhen von 1,0 bis 2,0 Metern. Einige haben an den Rändern tiefe Gräben.
Im Süden des Geländes stehen drei Bautasteine. Der erste ist etwa 2,0 Meter hoch, 1,0 Meter breit und 30 cm dick. Er hat die Form einer stehenden Platte mit einer Spitze, die nach oben zeigt. Der zweite Stein hat die Form einer langen und dünnen Säule. Es ist etwa 3,5 Meter hoch und 20 bis 30 cm breit. Der dritte Stein ist etwa 1,2 Meter hoch und etwa 40 bis 50 cm breit. 
Die Menhire und die größten Grabhügel sind mit niedriger Vegetation überwachsen. Die meisten Grabhügel scheinen durch spätere Grabungen nicht gestört worden zu sein.
Einige der größeren Rundhügel wurden in die späte und einige Treudds in die frühe Eisenzeit (etwa 500 n. Chr.) datiert. 
In der Nähe steht der Menhir von Hommeldalen und liegt das Gräberfeld von Verdal.